# Attentato di Stoccolma del 2017
L'attentato di Stoccolma è stato un attentato terroristico avuto luogo nella capitale svedese il 7 aprile 2017. In pieno centro, sull'arteria pedonale Drottninggatan, un camion ha travolto la folla causando la morte di 5 civili. Il camion si è schiantato alla fine contro la vetrina di una catena di supermercati svedese.

## Dinamica
L'attacco è avvenuto intorno alle 14:53 (12:53 UTC). Tutto è incominciato quando un camion del famoso birrificio svedese Spendrups è stato rubato mentre stava facendo una consegna nel centro di Stoccolma. Secondo un comunicato stampa di Spendrups, l'autista ha cercato di fermare il terrorista piazzandosi davanti al camion, ma quando l'uomo ha accelerato verso di lui è stato costretto a spostarsi ed è anche stato lievemente ferito.
L'attentatore ha immediatamente diretto il camion ad alta velocità in una strada pedonale. Ha percorso circa 500 metri lungo Drottninggatan, una delle principali vie dello shopping di Stoccolma, e ha colpito molti pedoni lungo la strada. Alcuni testimoni oculari affermano che l'attentatore zigzagava cercando di mirare ai bambini. L'attacco è terminato quando il camion si è schiantato contro il magazzino Åhléns City prendendo poi fuoco. Le fiamme sono state subito spente dai vigili del fuoco. L'attentatore è quindi sceso dal camion e ha abbandonato il luogo.
Una bomba artigianale è stata ritrovata nel camion dopo che questo è stato abbandonato dal terrorista. Fonti della polizia rivelano che l'ordigno è stato ritrovato in una borsa e che non era stato innescato, aggiungendo anche che l'attentatore era stato bruciato da esso. Il capo della polizia svedese, Dan Eliasson, ha successivamente detto che avevano trovato un oggetto sospetto sul sedile dell'autista che "poteva essere una bomba o un dispositivo incendiario", in attesa di ulteriori sviluppi.

## Autore
Il killer, Rakhmat Akilov di 39 anni, secondo le fonti era un richiedente asilo uzbeko. La sua domanda era stata respinta ed era ricercato per essere espulso. Ha confessato di avere agito per vendicare i bombardamenti sull'ISIS. L’uomo ha inoltre detto di avere pianificato l’attacco, eseguendo anche una ricognizione della strada pedonale scelta per la strage. Akilov avrebbe dichiarato di aver ricevuto ordini diretti da membri del gruppo jihadista in Siria. Nel pomeriggio l'antiterrorismo ha effettuato un blitz a sud di Stoccolma: altri tre sono finiti in manette. Secondo i media sono persone collegate al trentanovenne uzbeko, ma mancano conferme ufficiali.

## Vittime
L'attacco ha provocato la morte di cinque persone e di un cane. Le vittime di nazionalità svedese sono Lena Berglund, di 69 anni, Ebba Åkerlund, una bambina di 11 anni che stava facendo ritorno a casa da scuola, e Marie Kide, di 66 anni, deceduta in ospedale per le ferite riportate tre settimane dopo l'attacco. Le vittime straniere sono Maïlys Dereymaeker, psicologa belga di 31 anni, e il britannico Chris Bevington, 41 anni, dirigente di Spotify. Almeno 15 altre persone sono rimaste ferite, delle quali 9 seriamente.
| Nazionalità | Morti |
| ----------- | ----- |
| Svezia      | 3     |
| Regno Unito | 1     |
| Belgio      | 1     |
| Totale      | 5     |

## Reazioni
Il 9 aprile il primo ministro svedese Stefan Löfven ha annunciato che il governo intende cambiare le leggi sull'immigrazione per facilitare l'espulsione delle persone la cui richiesta d'asilo è stata rifiutata.